# John Peaks
Die John Peaks sind markante, verschneite und bis zu 415 m Berge am südlichen Ende von Powell Island im Archipel der Südlichen Orkneyinseln.
Der britische Robbenfängerkapitän George Powell und sein US-amerikanisches Pendant Nathaniel Palmer waren vermutlich die ersten, welche diese Gebirgsgruppe im Dezember 1821 sichteten. Wissenschaftler der britischen Discovery Investigations nahmen 1933 Vermessungen und die Benennung vor. Namensgeber ist der britische Zoologe David Dilwyn John (1901–1995), der dem Ausschuss der Discovery Investigations angehörte.